# Vagondo Diomandé
Vagondo Diomandé, né le 1er janvier 1960 est un officier et homme politique ivoirien. Il est ministre de la Sécurité et de la Protection civile, puis ministre de l'Intérieur et de la Sécurité dans les gouvernements Coulibaly III/Bakayoko, Achi I, Achi II et Beugré Mambé.

## Biographie

### Famille et études générales
Issu d’une famille de paysans, Vagondo Diomandé est originaire de Sokourala, un village situé dans la localité de Biankouma, au nord-ouest de la Côte d’Ivoire,,. Sa mère est de Kabakouma. Il obtient le baccalauréat série B (option sciences économiques) en 1980 et intègre la même année, l’École normale supérieure d’Abidjan (ENS). Il y décroche en 1983 un certificat d’aptitude pédagogique pour collèges d’enseignement général,. Vagondo Diomandé a pour épouse Koné Amy,. Il parle aussi bien le français, l’anglais, l’espagnol et le japonais,.

### Formation militaire
Elève officier à l'École des forces armées de Bouaké de 1983 à 1985, il y effectue un stage d'application d'infanterie sanctionné d’un diplôme de chef de section d’infanterie en 1986. Il effectue ensuite entre 1986 et 1987 un stage d’application à l’École d'application de l'infanterie de Montpellier et un stage de chef de section TAP à l’École des troupes aéroportées de Pau où il obtient un certificat d’aptitude aux fonctions de chef de section des troupes aéroportées. Chef de section TAP à la première compagnie parachutiste d’Akouédo à partir de juin 1987, il effectue un stage de section commando au Centre national d'entraînement commando de Mont-Louis en 1989, d’où il sort avec un brevet de chef de section des techniques commando,, un diplôme de spécialité de lutte anti-terroriste et un directorat de mise en œuvre des explosifs. Il suit plus tard - entre 1990 et 1991 - un cours de perfectionnement des officiers subalternes à l’École des forces armées de Bouaké avant d’être affecté en février 1994, au Groupement des sapeurs-pompiers militaires (GSPM) d'Abidjan. Il effectue une formation initiale de l’officier des sapeurs pompiers entre 1995 et 1996, à la Brigade des sapeurs pompiers de Paris, puis un stage de formation aux techniques de management d’un service de secours et d’incendie à la Brigade des sapeurs-pompiers de Tokyo entre septembre et novembre 1996. Il écope d’un certificat de chef de garde incendie (sapeur pompier), d’un diplôme de secourisme et d’un certificat de prévention contre les risques de panique durant les années passées au sein des sapeurs pompiers militaires. Il suit par la suite un cours d’état-major à l’École des forces armées de Bouaké entre octobre 1996 et février 1997, sanctionné par un diplôme d’officier d’état-major,. Il y fait également une formation préparatoire à l’entrée à l’École supérieure de guerre, de Septembre 1998 à décembre 1999. À l’École de maintien de la paix de Zambakro, il obtient en 2001, un diplôme de stage PC multinational de brigade a l’issue d’un stage.
En 2002, il suit un cours international militaire de droit des conflits armés à l’Institut international de droit humanitaire de San Remo (Italie), puis fait un stage de commando des opérations secours (COS) à la Brigade des sapeurs pompiers de Paris, où il obtient les diplômes suivants : diplôme du cours avancé du droit International des conflits armés ; diplôme de commandant des opérations de secours. De mai à décembre 2003, il prend des cours d’instructeur de droit international humanitaire à San Remo, sanctionné d’un diplôme d’instructeur bilingue (anglais et français). Vagondo Diomandé est enfin titulaire d’un diplôme de conduite des opérations interarmées qu’il obtient en 2004.

## Carrière militaire

### Débuts et montée en grade dans les Forces armées
Vagondo Diomandé commence sa carrière militaire en tant que sous-lieutenant en 1985. Il est promu lieutenant le 1er octobre 1986, alors qu’il encadre, de juin 1986 à août 1987, des élèves sous-officiers d’active à l’École nationale des sous-officiers d’active (ENSOA) de Bouaké.
Entre juin 1987 et février 1991, il est chef de section TAP puis commandant de compagnie à la 1ère compagnie parachutiste d’Akouédo. 

### Aide de camp au sommet de l’État
De février 1991 à décembre 1993, il devient aide de camp du Premier ministre Alassane Ouattara.  Ensuite, de décembre 1999 à octobre 2000, il est aide de camp du président de la république, le général Robert Gueï.

### Commandement au GSPM et réaffectation
Entre février 1994 et décembre 1999, il est commandant de compagnie d’incendie et de secours au groupement des sapeurs-pompiers militaires (GSPM) à Abidjan. Il est promu commandant en janvier 1998.
Accusé d’avoir pris part au « complot du cheval blanc », il est emprisonné, puis réaffecté au GSPM d'Abidjan, où il occupe le poste d’officier supérieur adjoint (chef de cabinet) de octobre 2000 à mai 2008. Il est promu lieutenant-colonel en janvier 2007.
De mai 2008 à mai 2011, il devient commandant en second du groupement des sapeurs-pompiers militaires.

### Sécurité présidentielle et ascension au hautcCommandement
Après la crise politique ivoirienne de 2011, Alassane Ouattara le nomme commandant du groupement de sécurité du président de la république (GSPR). Il occupe cette fonction de mai 2011 à novembre 2013.
Durant cette période il est promu colonel en août 2011, colonel-major en août 2012 puis général de brigade en août 2013. En décembre 2013, il est nommé chef d’état-major particulier du président de la république. Et par la ensuite promu général de division en décembre 2016, et général de corps d’armée en décembre 2018.

## Parcours politique
Le 4 septembre 2019, Vagondo Diomandé est nommé à la tête du ministère de la Sécurité et de la Protection civile au sein du gouvernement dirigé par Amadou Gon Coulibaly puis par Hamed Bakayoko. Il est reconduit au poste de ministre de l'Intérieur et de la Sécurité au sein des deux gouvernements successifs dirigés par Patrick Achi (Achi I & II), puis au sein du gouvernement dirigé par Robert Beugré Mambé.

## Distinctions

### Décorations ivoiriennes
- Commandeur de l’ordre national de la république de Côte d’Ivoire[10]
- Chevalier de l'ordre du Mérite ivoirien
- Médaille de la défense nationale de Côte d’Ivoire
- Médaille de sauvetage échelon argent de Côte d’Ivoire

### Décoration étrangères
- Commandeur de l'ordre national du Mérite (France)
- Médaille de la Défense nationale (France)